# Suzhou Sports Center Gym
Das Suzhou Sports Center Gym ist eine Mehrzweckhalle in Suzhou.
Die Grundfläche misst 42.627 m². Die Halle bietet 6000 Zuschauern Platz.
Das Suzhou Sports Center Gym war Austragungsort der Basketball-Weltmeisterschaft der Frauen 2002, der ITTF China Open 2009, der IHF International Handball Challenge und der Handball-Weltmeisterschaft der Frauen 2009.
Koordinaten: 31° 23′ 5,5″ N, 121° 0′ 33,5″ O